# Rattenkönig
Rattenkönig è il quinto album in studio del gruppo musicale francese Mütiilation, pubblicato nel 2005 dalla Ordealis Records.

## Tracce
1. That Night When I Died – 6:45
2. Testimony of a Sick Brain – 4:57
3. The Bitter Taste of Emotional Void – 7:33
4. Black Coma – 4:17
5. The Pact (The Eye of the Jackal) – 6:49
6. The Ecstatic Spiral to Hell – 4:35
7. I, Satan's Carrion – 5:24
8. Rattenkönig – 7:22

## Formazione

### Gruppo
- Meyhna'ch – voce, basso, chitarra, drum machine